# Toshihiko Seko
Toshihiko Seko (瀬古利彦?, Seko Toshihiko; Kuwana, 15 luglio 1956) è un ex maratoneta giapponese, ex primatista mondiale dei 25.000 m (1h13'55"8) e 30.000 m (1h29'18"8), stabiliti il 22 marzo 1981.
Ha vinto quattro volte la maratona di Fukuoka, due Boston, una Londra ed una Chicago.

## Palmarès
Ha partecipato a due edizioni dei Giochi Olimpici:
- Los Angeles 1984: 14º
- Seul 1988: 9º

## Campionati nazionali
1979
- Oro ai campionati giapponesi di maratona - 2h10'35"

1983
- Oro ai campionati giapponesi di maratona - 2h08'32"

## Altre competizioni internazionali
1978
- Oro alla Maratona di Fukuoka ( Fukuoka) - 2h10'21"

1979
- Argento alla Maratona di Boston ( Boston) - 2h10'12"
- Oro alla Maratona di Fukuoka ( Fukuoka)- 2h10'35"

1980
- Oro alla Maratona di Fukuoka ( Fukuoka) - 2h09'45"

1981
- Oro alla Maratona di Boston ( Boston) - 2h09'26"

1983
- Oro alla Maratona di Tokyo ( Tokyo) - 2h08'38"
- Oro alla Maratona di Fukuoka ( Fukuoka) - 2h08'52"

1986
- Oro alla Maratona di Chicago ( Chicago)- 2h08'27"
- Oro alla Maratona di Londra ( Londra) - 2h10'02"

1987
- Oro alla Maratona di Boston ( Boston) - 2h11'50"

1988
- Oro alla Maratona del lago Biwa ( Ōtsu) - 2h12'41"